# Seznam dílů seriálu Scream Queens
Toto je seznam dílů seriálu Scream Queens. Americký komediální hororový seriál Scream Queens vysílala stanice Fox.

## Přehled řad
| Řada | Díly | Premiéra v USA | Premiéra v USA    |
| Řada | Díly | První díl      | Poslední díl      |
| ---- | ---- | -------------- | ----------------- |
| 1    | 13   | 22. září 2015  | 8. prosince 2015  |
| 2    | 10   | 20. září 2016  | 20. prosince 2016 |

## Seznam dílů

### První řada (2015)
| Č. v seriálu | Č. v řadě | Původní název         | Režie             | Scénář                                  | Premiéra v USA     |
| ------------ | --------- | --------------------- | ----------------- | --------------------------------------- | ------------------ |
| 1            | 1         | Pilot One             | Ryan Murphy       | Ryan Murphy, Brad Falchuk a Ian Brennan | 22. září 2015      |
| 2            | 2         | Hell Week             | Brad Falchuk      | Ryan Murphy, Brad Falchuk a Ian Brennan | 22. září 2015      |
| 3            | 3         | I Chainsaw            | Ian Brennan       | Ian Brennan                             | 29. září 2015      |
| 4            | 4         | Haunted Hause         | Bradley Buecker   | Brad Falchuk                            | 6. října 2015      |
| 5            | 5         | Pumpkin Patch         | Brad Falchuk      | Brad Falchuk                            | 13. října 2015     |
| 6            | 6         | Seven Minutes in Hell | Michael Uppendahl | Ryan Murphy                             | 20. října 2015     |
| 7            | 7         | Beware of Young Girls | Barbara Brown     | Ryan Murphy                             | 3. listopadu 2015  |
| 8            | 8         | Mommie Dearest        | Michael Uppendahl | Ian Brennan                             | 10. listopadu 2015 |
| 9            | 9         | Ghost Stories         | Michael Uppendahl | Ryan Murphy                             | 17. listopadu 2015 |
| 10           | 10        | Thanksgiving          | Michael Lehmann   | Brad Flachuk                            | 24. listopadu 2015 |
| 11           | 11        | Black Friday          | Barbara Brown     | Ian Brennan                             | 1. prosince 2015   |
| 12           | 12        | Dorkus                | Bradley Buecker   | Ryan Murphy, Brad Falchuk a Ian Brennan | 8. prosince 2015   |
| 13           | 13        | The Final Girl(s)     | Brad Falchuk      | Josh Reims                              | 8. prosince 2015   |

### Druhá řada (2016)
| Č. v seriálu | Č. v řadě | Původní název           | Režie            | Scénář                                  | Premiéra v USA     |
| ------------ | --------- | ----------------------- | ---------------- | --------------------------------------- | ------------------ |
| 14           | 1         | Scream Again            | Brad Falchuk     | Ryan Murphy, Brad Falchuk a Ian Brennan | 20. září 2016      |
| 15           | 2         | Warts and All           | Bradley Buecker  | Brad Falchuk                            | 27. září 2016      |
| 16           | 3         | Handidates              | Barbara Brown    | Ian Brennan                             | 11. října 2016     |
| 17           | 4         | Halloween Blues         | Loni Peristere   | Brad Falchuk                            | 18. října 2016     |
| 18           | 5         | Chanel Pour Homme-icide | Barbara Brown    | Ian Brennan                             | 15. listopadu 2016 |
| 19           | 6         | Blood Drive             | Mary Wigmore     | Brad Falchuk                            | 22. listopadu 2016 |
| 20           | 7         | The Hand                | Barbara Brown    | Ian Brennan                             | 29. listopadu 2016 |
| 21           | 8         | Rapunzel, Rapunzel      | Jamie Lee Curtis | Brad Falchuk                            | 6. prosince 2016   |
| 22           | 9         | Lovin the D             | Maggie Kiley     | Ian Brennan                             | 13. prosince 2016  |
| 23           | 10        | Drain the Swamp         | Ian Brennan      | Brad Falchuk a Ian Brennan              | 20. prosince 2016  |